# Stara Tuchorza
Stara Tuchorza ([ˈstara tuˈxɔʐa]) ist ein Dorf im Verwaltungsbezirk Gmina Siedlec im Kreis Wolsztyn, Woiwodschaft Großpolen, in West-Zentralpolen.
Es liegt etwa 4 Kilometer nordöstlich von Siedlec (Verwaltungssitz der Gemeinde), 7 Kilometer nordwestlich von Wolsztyn (Verwaltungssitz der Gemeinde und des Kreises) und 64 Kilometer südwestlich von Poznań (Hauptstadt der Region).

## Geschichte
Von 1975 bis 1998 war das Dorf Teil des Territoriums der Woiwodschaft Zielona Góra, bevor es seit 1999 zu der Woiwodschaft Großpolen gehört.
Star Tuchorza zählte 2014 eine Bevölkerung von 495 Einwohnern, im Jahr 2021 stieg die Zahl auf 497.